# Ofelia Medina
Pour les articles homonymes, voir Medina.
Ofelia Medina, née à Mérida (au Yucatán, Mexique) le 4 avril 1950, est une actrice, scénariste et chanteuse mexicaine.

## Biographie
Elle est née à  Mérida et a quatre frères : Arturo, Leo, Ernesto et Beatriz. À l'âge de huit ans, elle déménage avec sa famille à Mexico où elle fait ses études primaires, secondaires et supérieures, ainsi que de danse à la "Mexican Dance Academy" où elle obtient son diplôme d'interprète et de professeur de danse classique  contemporaine et régionale.
Son père, a-t-elle expliqué dans plusieurs interviews, s'est opposé à l'idée qu'elle intègre le milieu artistique alors que sa mère l'a soutenue. En 1961, à l'âge de onze ans, elle fait partie du groupe de pantomime infantile créé par Alejandro Jodorowsky. En 1968, elle est élève de l'École nationale préparatoire UNAM. En 1977, elle fait des études d'art dramatique avec Lee Strasberg à Los Ángeles et plus tard, il va en Europe dans le but de poursuivre sa formation avec la troupe du théâtre Odin, au Danemark.
Ofelia Medina incarne Frida Kahlo dans le film Frida, nature vivante de Paul Leduc sur l'artiste peintre en 1984. En 2000, elle est à nouveau Frida Kahlo dans la pièce Cada quien su Frida.
Elle est politiquement active en tant que défenseuse des peuples indigènes du sud du Mexique.
Ofelia Medina a été mariée au réalisateur Alex Philips Jr. et a eu une liaison avec l'acteur Pedro Armendáriz Jr.

### Carrière
Elle commence dans le milieu artístique comme professionnel avec "H3O", où elle travaille avec Alejandro Jodorowsky. Puis elle participe avec Julio Castillo, où elle a été vue par Ofelia Guilmáin.

## Filmographie partielle (comme actrice)

### Cinéma
- 1968 : Pax?
- 1969 : Las pirañas aman en cuaresma : Aminta
- 1969 : Patsy, mi amor : Patsy
- 1969 : Las impuras
- 1970 : Las figuras de arena
- 1970 : La rebelion de las hijas
- 1970 : Paraíso : Magaly
- 1971 : El cambio : Tania
- 1971 : Eran tres
- 1971 : Las puertas del paraíso : Lucia
- 1971 : El águila descalza : Chona
- 1972 : Apolinar
- 1972 : Muñeca reina : Amilamia - Chica del parque
- 1973 : De qué color es el viento
- 1973 : Uno y medio contra el mundo
- 1974 : La casa de Bernarda Alba : Adela
- 1976 : El hombre de los hongos : Lucila
- 1976 : La palomilla al rescate : Elisa
- 1977 : Vacaciones misteriosas : Elisa
- 1978 : The Big Fix : Alora
- 1981 : Complot Petróleo: La cabeza de la hidra
- 1981 : Pueblo de Boquilla
- 1983 : Frida, naturaleza viva de Paul Leduc : Frida Kahlo
- 1990 : Orgia de terror
- 1991 : Diplomatic Immunity : Sara Roldán
- 1991 : Camino largo a Tijuana
- 1992 : Íntimo terror
- 1992 : Gertrudis : Gertrudis Bocanegra (es) (également scénariste et productrice)
- 1992 : Nocturno a Rosario : Rosario de la Peña
- 1993 : Un muro de silencio : Silvia
- 1994 : Para quererte
- 1999 : Couleur Havane : Mayra
- 2000 : Avant la nuit : Landlady
- 2002 : Cuando te hablen de amor : Graciela Garbo
- 2004 : Valentina
- 2004 : Ezequiel el volador : Mama
- 2004 : Voces inocentes : Mamá Toya
- 2005 : Club eutanasia : La directrice
- 2005 : Agua con sal : Olvido
- 2005 : Un bel morir
- 2006 : Mujer alabastrina
- 2006 : I Love Miami : Doña Emilia
- 2007 : La leyenda de la Nahuala : Nahuala (voix)
- 2010 : Las buenas hierbas : Lalá
- 2011 : Colombiana : Mama
- 2011 : Mémoire de mes putains tristes : Mujer de gris
- 2012 : The Blue Eyes : Yaxte
- 2013 : Panorama : Ofelia
- 2017 : Coco : Frida Kahlo
- 2022 : L'Œil du mal : Josefa[1]

### Télévision

#### Telenovelas
- 1971 : Lucía Sombra : Lucía Sombra
- 1971 : Las máscaras : Delia
- 1972 : La señora joven : Susana Ricarte
- 1973 : La hiena : Isabel Solís
- 1975 : Paloma : Paloma Romero
- 1977 : Rina : Rina Galeana de Zubizarreta
- 1981 : Toda una vida : Alejandra Pastora
- 1986 : La gloria y el infierno : Inés Arteaga
- 1996 : Para toda la vida :  Isabel Duval de Valdemoros / Elena
- 2011 : A corazón abierto : Irene
- 2012 : Los Rey (sur Azteca 13) : Manuela San Vicente de Rey
- 2013 : Secretos de familia (sur Azteca 13) : Nora Vda. de Ventura
- 2015- : Tanto amor (sur Azteca 13) : Silvia Lombardo

#### Séries télévisées
- 1988 : La hora marcada : épisode Concierto para mano izquierda
- 2008 : Mujeres asesinas : Beatriz Duvignaud, épisode Mónica, acorralada
- 2017 : El señor de los cielos : Lourdes/Viuda de Lencho Contreras

### Théâtre
- 2016 : Mamá por Siempre[2]
- 2015-2016 : La noche que jamás existió[3]

## Distinctions
- 2005 : Prix Ariel : Meilleure actrice de soutien pour son rôle de Mama Toya dans Voces inocentes
- 2023 : Ariel d’or d'honneur (2023), remis par l’Académie mexicaine des arts et des sciences cinématographiques pour l’ensemble de sa carrière[4].

## Voix francophones
- Frédérique Cantrel dans The Mosquito Coast (2021)